# Trentino Rosa 2017-2018
Questa voce raccoglie le informazioni riguardanti la Trentino Rosa nelle competizioni ufficiali della stagione 2017-2018.

## Stagione
Nella stagione 2017-18 la Trentino Rosa assume la denominazione sponsorizzata di Delta Informatica Trentino.
Partecipa per la quarta volta alla Serie A2; chiude la regular season di campionato al sesto posto in classifica, qualificandosi per i play-off promozione: esce nella serie dei quarti di finale battuta dal Chieri '76.
Il quinto posto al termine del girone di andata consente alla Trentino Rosa di qualificarsi per la Coppa Italia di Serie A2: viene eliminata nei quarti di finale a seguito della sconfitta subita contro l'Adolfo Consolini.

## Organigramma societario
Area direttiva
- Presidente: Roberto Postal

Area tecnica
- Allenatore: Nicola Negro
- Allenatore in seconda: Serena Avi

## Rosa
| N° | Nome                  | Ruolo | Data di nascita   | Nazionalità sportiva |
| -- | --------------------- | ----- | ----------------- | -------------------- |
| 1  | Roberta Carraro       | P     | 17 novembre 1998  | Italia               |
| 5  | Francesca Michieletto | S     | 10 settembre 1997 | Italia               |
| 6  | Silvia Fondriest      | C     | 29 dicembre 1988  | Italia               |
| 7  | Ilenia Moro           | S     | 5 febbraio 1999   | Italia               |
| 8  | Rebeka Fucka          | C     | 18 maggio 1999    | Italia               |
| 9  | Elenī Kiosī           | O     | 27 ottobre 1985   | Grecia               |
| 10 | Carolina Zardo        | L     | 16 novembre 1992  | Italia               |
| 11 | Elisa Moncada         | P     | 14 novembre 1987  | Italia               |
| 12 | Bernadett Dékány      | S     | 30 giugno 1992    | Ungheria             |
| 13 | Ilaria Antonucci      | O     | 26 giugno 1987    | Italia               |
| 14 | Alessia Fiesoli       | S     | 25 maggio 1994    | Italia               |
| 18 | Gaia Moretto          | C     | 18 settembre 1994 | Italia               |

## Mercato
| Acquisti | Acquisti         | Acquisti             | Acquisti   |
| R.       | Nome             | da                   | Modalità   |
| -------- | ---------------- | -------------------- | ---------- |
| P        | Roberta Carraro  | Mondovì              | definitivo |
| S        | Bernadett Dékány | CSM Bucarest         | definitivo |
| S        | Alessia Fiesoli  | Saint-Cloud Paris SF | definitivo |
| C        | Rebeka Fucka     | Bruel Bassano        | definitivo |
| O        | Elenī Kiosī      | Pesaro               | definitivo |
| C        | Gaia Moretto     | Adolfo Consolini     | definitivo |
| S        | Ilenia Moro      | Bruel Bassano        | definitivo |

| Cessioni | Cessioni           | Cessioni         | Cessioni   |
| R.       | Nome               | a                | Modalità   |
| -------- | ------------------ | ---------------- | ---------- |
| O        | Ramona Aricò       | Zambelli Orvieto | definitivo |
| C        | Martina Bogatec    | ATA Trento       | definitivo |
| P        | Laura Bortoli      | ATA Trento       | definitivo |
| S        | Cristina Coppi     | Vicenza          | definitivo |
| S        | Miroslava Kijaková | Due Principati   | definitivo |
| S        | Ludovica Montesi   | ?                | definitivo |
| C        | Sofia Rebora       | Mondovì          | definitivo |

## Risultati

### Serie A2

#### Girone di andata
| 1ª giornata - 8 ottobre 2017 PalaSanbapolis, Trento              | Trentino Rosa       | 3 - 2 | Cuneo Granda          | 22-25, 26-24, 17-25, 25-16, 15-12 |
| 2ª giornata - 14 ottobre 2017 PalaManera, Mondovì                | Mondovì             | 3 - 1 | Trentino Rosa         | 17-25, 25-20, 25-23, 25-23        |
| 3ª giornata - 18 ottobre 2017 PalaSanbapolis, Trento             | Trentino Rosa       | 2 - 3 | Chieri '76            | 25-23, 19-25, 27-25, 24-26, 11-15 |
| 4ª giornata - 22 ottobre 2017 PalaCollegno, Collegno             | CUS Torino          | 3 - 2 | Trentino Rosa         | 28-26, 22-25, 25-15, 23-25, 15-13 |
| 5ª giornata - 29 ottobre 2017 PalaSanbapolis, Trento             | Trentino Rosa       | 3 - 0 | Due Principati        | 26-24, 25-21, 25-22               |
| 6ª giornata - 1º novembre 2017 Geopalace, Olbia                  | Hermaea             | 0 - 3 | Trentino Rosa         | 22-25, 23-25, 18-25               |
| 7ª giornata - 5 novembre 2017 PalaSanbapolis, Trento             | Trentino Rosa       | 3 - 1 | Club Italia           | 26-28, 25-17, 26-24, 25-14        |
| 8ª giornata - 12 novembre 2017 Palazzetto dello Sport, Caserta   | VolAlto Caserta     | 0 - 3 | Trentino Rosa         | 18-25, 17-25, 20-25               |
| 9ª giornata - 18 novembre 2017 PalaSanbapolis, Trento            | Trentino Rosa       | 2 - 3 | Adolfo Consolini      | 25-20, 25-21, 22-25, 13-25, 15-17 |
| 10ª giornata - 26 novembre 2017 PalaGeorge, Montichiari          | Millenium Brescia   | 2 - 3 | Trentino Rosa         | 25-19, 25-17, 18-25, 22-25, 17-19 |
| 11ª giornata - 29 novembre 2017 PalaPapini, Orvieto              | Zambelli Orvieto    | 1 - 3 | Trentino Rosa         | 25-18, 17-25, 23-25, 20-25        |
| 12ª giornata - 2 dicembre 2017 PalaSanbapolis, Trento            | Trentino Rosa       | 3 - 0 | Wealth Planet Perugia | 25-17, 25-19, 25-20               |
| 13ª giornata - 10 dicembre 2017 PalaBellina, Marsala             | Marsala             | 0 - 3 | Trentino Rosa         | 20-25, 26-28, 15-25               |
| 14ª giornata - 13 dicembre 2017 PalaSanbapolis, Trento           | Trentino Rosa       | 3 - 1 | Soverato              | 23-25, 25-19, 25-20, 25-21        |
| 15ª giornata - 17 dicembre 2017 PalaCosta, Ravenna               | Olimpia Teodora     | 3 - 0 | Trentino Rosa         | 26-24, 25-23, 25-20               |
| 16ª giornata - 26 dicembre 2017 PalaCollodi, Montecchio Maggiore | Montecchio Maggiore | 1 - 3 | Trentino Rosa         | 25-23, 24-26, 18-25, 19-25        |

#### Girone di ritorno
| 18ª giornata - 6 gennaio 2018 PalaCastagnaretta, Cuneo                            | Cuneo Granda          | 3 - 2 | Trentino Rosa       | 19-25, 17-25, 25-14, 25-20, 15-11 |
| 19ª giornata - 13 gennaio 2018 PalaSanbapolis, Trento                             | Trentino Rosa         | 1 - 3 | Mondovì             | 24-26, 25-14, 16-25, 17-25        |
| 20ª giornata - 17 gennaio 2018 PalaMaddalene, Chieri                              | Chieri '76            | 3 - 0 | Trentino Rosa       | 25-23, 25-20, 25-20               |
| 21ª giornata - 21 gennaio 2018 PalaSanbapolis, Trento                             | Trentino Rosa         | 3 - 1 | CUS Torino          | 25-16, 22-25, 25-17, 25-20        |
| 22ª giornata - 28 gennaio 2018 PalaCapriglia, Pellezzano                          | Due Principati        | 2 - 3 | Trentino Rosa       | 25-21, 22-25, 25-23, 26-28, 11-15 |
| 23ª giornata - 3 febbraio 2018 PalaSanbapolis, Trento                             | Trentino Rosa         | 3 - 1 | Hermaea             | 20-25, 25-23, 25-23, 25-20        |
| 24ª giornata - 10 febbraio 2018 Centro Pavesi, Milano                             | Club Italia           | 3 - 2 | Trentino Rosa       | 24-26, 25-19, 25-22, 25-27, 15-9  |
| 25ª giornata - 21 febbraio 2018 PalaSanbapolis, Trento                            | Trentino Rosa         | 3 - 0 | VolAlto Caserta     | 25-21, 25-23, 25-22               |
| 26ª giornata - 25 febbraio 2018 Palazzetto dello Sport, San Giovanni in Marignano | Adolfo Consolini      | 3 - 1 | Trentino Rosa       | 31-29, 25-23, 24-26, 25-18        |
| 27ª giornata - 4 marzo 2018 PalaSanbapolis, Trento                                | Trentino Rosa         | 3 - 0 | Millenium Brescia   | 25-23, 25-14, 25-23               |
| 28ª giornata - 7 marzo 2018 PalaSanbapolis, Trento                                | Trentino Rosa         | 2 - 3 | Zambelli Orvieto    | 25-19, 23-25, 18-25, 25-22, 13-15 |
| 29ª giornata - 11 marzo 2018 PalaEvangelisti, Perugia                             | Wealth Planet Perugia | 0 - 3 | Trentino Rosa       | 22-25, 38-40, 19-25               |
| 30ª giornata - 17 marzo 2018 PalaSanbapolis, Trento                               | Trentino Rosa         | 3 - 2 | Marsala             | 25-19, 25-22, 15-25, 18-25, 15-12 |
| 31ª giornata - 21 marzo 2018 PalaScoppa, Soverato                                 | Soverato              | 3 - 1 | Trentino Rosa       | 22-25, 25-23, 25-16, 25-18        |
| 32ª giornata - 25 marzo 2018 PalaSanbapolis, Trento                               | Trentino Rosa         | 3 - 0 | Olimpia Teodora     | 25-22, 25-19, 25-20               |
| 33ª giornata - 2 aprile 2018 PalaSanbapolis, Trento                               | Trentino Rosa         | 3 - 0 | Montecchio Maggiore | 25-18, 25-16, 25-19               |

#### Play-off promozione
| Quarti di finale (gara 1) - 15 aprile 2018 PalaMaddalene, Chieri  | Chieri '76    | 3 - 1 | Trentino Rosa | 23-25, 25-23, 25-21, 25-20        |
| Quarti di finale (gara 2) - 18 aprile 2018 PalaSanbapolis, Trento | Trentino Rosa | 3 - 2 | Chieri '76    | 25-15, 25-21, 20-25, 18-25, 15-13 |
| Quarti di finale (gara 3) - 22 aprile 2018 PalaMaddalene, Chieri  | Chieri '76    | 3 - 0 | Trentino Rosa | 25-16, 25-19, 25-21               |

### Coppa Italia di Serie A2
| Quarti di finale - 24 gennaio 2018 Palazzetto dello Sport, San Giovanni in Marignano | Adolfo Consolini | 3 - 0 | Trentino Rosa | 25-20, 25-20, 25-12 |

## Statistiche

### Statistiche di squadra
| Competizione             | Punti | In casa | In casa | In casa | In trasferta | In trasferta | In trasferta | Totale | Totale | Totale |
| Competizione             | Punti | G       | V       | P       | G            | V            | P            | G      | V      | P      |
| ------------------------ | ----- | ------- | ------- | ------- | ------------ | ------------ | ------------ | ------ | ------ | ------ |
| Serie A2                 | 62    | 17      | 13      | 4       | 18           | 8            | 10           | 35     | 21     | 14     |
| Coppa Italia di Serie A2 | -     | 0       | 0       | 0       | 1            | 0            | 1            | 1      | 0      | 1      |
| Totale                   | -     | 17      | 13      | 4       | 19           | 8            | 11           | 36     | 21     | 15     |

G = partite giocate; V = partite vinte; P = partite perse

### Statistiche dei giocatori
| Giocatore      | Serie A2 | Serie A2 | Serie A2 | Serie A2 | Serie A2 | Coppa Italia di Serie A2 | Coppa Italia di Serie A2 | Coppa Italia di Serie A2 | Coppa Italia di Serie A2 | Coppa Italia di Serie A2 | Totale | Totale | Totale | Totale | Totale |
| Giocatore      | P        | PT       | AV       | MV       | BV       | P                        | PT                       | AV                       | MV                       | BV                       | P      | PT     | AV     | MV     | BV     |
| -------------- | -------- | -------- | -------- | -------- | -------- | ------------------------ | ------------------------ | ------------------------ | ------------------------ | ------------------------ | ------ | ------ | ------ | ------ | ------ |
| I. Antonucci   | 19       | 25       | 22       | 2        | 1        | 0                        | 0                        | 0                        | 0                        | 0                        | 19     | 25     | 22     | 2      | 1      |
| R. Carraro     | 31       | 10       | 0        | 2        | 8        | 1                        | 0                        | 0                        | 0                        | 0                        | 32     | 10     | 0      | 2      | 8      |
| B. Dékány      | 33       | 398      | 355      | 23       | 20       | 1                        | 13                       | 12                       | 1                        | 0                        | 34     | 411    | 367    | 24     | 20     |
| A. Fiesoli     | 34       | 300      | 240      | 33       | 27       | 1                        | 8                        | 7                        | 1                        | 0                        | 35     | 308    | 247    | 34     | 27     |
| S. Fondriest   | 34       | 305      | 234      | 58       | 13       | 1                        | 1                        | 0                        | 1                        | 0                        | 35     | 306    | 234    | 59     | 13     |
| R. Fucka       | 15       | 11       | 7        | 3        | 1        | 0                        | 0                        | 0                        | 0                        | 0                        | 15     | 11     | 7      | 3      | 1      |
| E. Kiosī       | 35       | 581      | 517      | 30       | 34       | 1                        | 6                        | 3                        | 1                        | 2                        | 36     | 587    | 520    | 31     | 36     |
| F. Michieletto | 32       | 162      | 140      | 8        | 14       | 1                        | 1                        | 1                        | 0                        | 0                        | 33     | 163    | 141    | 8      | 14     |
| E. Moncada     | 35       | 82       | 32       | 17       | 33       | 1                        | 1                        | 1                        | 0                        | 0                        | 36     | 83     | 33     | 17     | 33     |
| G. Moretto     | 35       | 326      | 194      | 98       | 34       | 1                        | 6                        | 5                        | 1                        | 0                        | 36     | 332    | 199    | 99     | 34     |
| I. Moro        | 33       | 6        | 0        | 0        | 6        | 1                        | 0                        | 0                        | 0                        | 0                        | 34     | 6      | 0      | 0      | 6      |
| C. Zardo       | 32       | 0        | 0        | 0        | 0        | 1                        | 0                        | 0                        | 0                        | 0                        | 33     | 0      | 0      | 0      | 0      |

P = presenze; PT = punti totali; AV = attacchi vincenti; MV = muri vincenti; BV = battute vincenti